# Sân bay Thọ Xuân
Sân bay Thọ Xuân, tên cũ là sân bay Sao Vàng, là một sân bay hỗn hợp quân sự ở thị trấn Sao Vàng, huyện Thọ Xuân, tỉnh Thanh Hóa, 45 km về phía tây thành phố Thanh Hóa. Đây là sân bay quân sự cấp I, căn cứ của Trung đoàn tiêm kích - Bom 923 (đoàn Yên Thế). Ban đầu có một đường băng dài 3200 m. Theo đề án được tỉnh Thanh Hóa lập ra vào năm 2012, Cảng hàng không Thọ Xuân sẽ được quy hoạch để phục vụ hàng không dân dụng kết hợp. Đề án đã được các bên liên quan phê duyệt và cấp quyết định đầu tư.
Ngày 5 tháng 2 năm 2013, chuyến bay đầu tiên giữa Thành phố Hồ Chí Minh và Thanh Hóa đã hạ cánh xuống Cảng hàng không Thọ Xuân đánh dấu thời kỳ phát triển mới cho sân bay hỗn hợp quân sự - dân sự này. Sự ra đời của dịch vụ hàng không dân dụng cũng đã thay đổi tên gọi, từ Sân bay quân sự Sao Vàng thành Cảng hàng không Thọ Xuân. Sự kiện này có ý nghĩa rất lớn đối với sự phát triển kinh tế xã hội của tỉnh Thanh Hóa. Năm 2013, sân bay này phục vụ 90.000 lượt khách, năm 2014 phục vụ 160.000 lượt khách, năm 2015 đạt 570.713 lượt khách, tăng hơn 249,6%.
Ngày 26 tháng 9 năm 2018, Bộ Giao thông Vận tải đã có văn bản đồng ý chủ trương nâng cấp Cảng hàng không Thọ Xuân thành cảng hàng không quốc tế trong tương lai. Tuy nhiên, cho đến thời điểm hiện tại 2020, Sân bay Thọ Xuân vẫn chưa chính thức được công nhận là Sân bay quốc tế.

## Lịch sử

### Sân bay quân sự Sao Vàng

#### Thời kỳ chiến tranh
Cho tới trước năm 1945, trên địa bàn rộng lớn Thanh Hóa chỉ có sân bay nhỏ Lai Thành (gần thành phố Thanh Hóa bây giờ) để phục vụ cho hậu cần phát xít Nhật. Lai Thành chỉ sử dụng một thời gian ngắn rồi để hoang. Hiện tại đã kín đặc thổ cư lẫn thổ canh.
Năm 1965, do yêu cầu mở rộng mặt trận trên không của Trung đoàn Không Quân 923 vào Nam Khu Bốn, sân bay quân sự Sao Vàng ra đời tại huyện Thọ Xuân nằm ở trung tâm tỉnh Thanh Hóa và được đặt luôn dưới sự quản lý của Trung đoàn tiêm kích - Bom 923 do Trung tá Từ Để làm Trung đoàn trưởng. Với vị trí chiến lược quan trọng cũng như tầm hoạt động của Trung đoàn 923 trở thành mục tiêu tân công quan trọng của Không lực Hoa Kỳ. Trong thời kỳ đầu, đường băng của sân bay quân sự Sao Vàng rất dề bị hỏng bởi không kích. Tuy nhiên căn cứ không quân vẫn hoạt động và thậm chí còn được nâng cấp. Vào những năm 1980, sân bay Sao Vàng mở rộng đường băng lên 2800m và trở thành sân bay quân sự cấp I, một trong những căn cứ hoạt động của loại máy bay hiện đại Su-22.

#### Ngày nay
Sân bay quân sự Sao Vàng tiếp tục được nâng cấp đường băng và trở thành một trong những căn cứ quân sự quan trọng nhất của Không quân Nhân dân Việt Nam khi vẫn thực hiện chức năng bảo vệ và canh giữ không phận và hải đảo khu vực phía Bắc. Hiện nay, đây cũng là căn cứ của loại máy bay hiện đại nhất không quân Việt Nam Sukhoi Su-30.

### Cảng hàng không Thọ Xuân

#### Bối cảnh
Khu kinh tế Nghi Sơn được quy hoạch là một trong những vùng kinh tế trọng điểm, do vậy việc có một sân bay nhằm cung cấp các dịch vụ hàng không dân dụng là rất cần thiết. Hơn thế nữa, địa bàn Thanh Hóa rộng lớn và đông dân cư cũng rất cần đến một sân bay hoạt động dân sự để phục vụ cho kinh tế phát triển xã hội theo định hướng của tỉnh. Năm 2010, một đề án nhằm xây dựng một sân bay tại huyện Tĩnh Gia với kinh phí ban đầu là 3000 tỷ đồng. Tuy nhiên đề án này khó khả thi và cần có thời gian lâu để thực hiện dự án, do vậy các nhà hoạch định Thanh Hóa đã hướng tới Thọ Xuân.

#### Quy hoạch dân sự
Theo khảo sát của Tổng công ty Hàng không Việt Nam, lượng khách từ Thanh Hóa đi Thành phố Hồ Chí Minh qua sân bay Vinh khoảng 60.000 - 70.000 khách/năm. Dự kiến, năm đầu tiên đưa sân bay Thọ Xuân vào khai thác, thị trường khách sẽ tăng trưởng khoảng 15%, những năm sau sẽ tăng khoảng 20%. Ủy ban nhân dân tỉnh Thanh Hóa đã lập kế hoạch cùng với các bên liên quan là Bộ Giao thông Vận tải, Trung đoàn tiêm kích - Bom 923, Tổng công ty Hàng không Việt Nam và Hãng hàng không Quốc gia Việt Nam Vietnam Airlines đã thống nhất đi đến quyết định mở đường bay đầu tiên giữa Thành phố Hồ Chí Minh và Thanh Hóa. Theo đó, để cải tạo chuyển sân bay này thành sân bay hỗn hợp quân sự - dân dụng, cảng hàng không sẽ được đầu tư các hạng mục như nhà ga, khu bay, trang thiết bị đảm bảo bay, phục vụ mặt đất, công tác phối hợp, tận dụng năng lực hiện có của đơn vị quân đội để có thể đưa vào khai thác giai đoạn 1 sân bay Sao Vàng vào đầu năm 2013 trước Tết Nguyên đán Quý Tỵ. Ngày 5 tháng 2 năm 2013, chuyến bay dân sự đầu tiên giữa Thành phố Hồ Chí Minh và Thanh Hóa được thực hiện và đánh dấu sự ra đời dịch vụ hàng không dân dụng của Thanh Hóa.

## Cơ sở vật chất

### Nhà ga hành khách
Khi hoạt động vào năm 2013, khu nhà khách quân sự có diện tích 1.150 m2 đã được tu sửa và lắp đặt các thiết bị phục vụ khai thác hàng không và phi hàng không như: cửa ra tàu bay, quầy thủ tục, băng chuyền hành lý đến, hệ thống chữa cháy tự động, máy soi chiếu an ninh để sử dụng khai thác tạm thời trong giai đoạn đầu. Cảng có quy mô sân bay cấp 4C, tiêu chuẩn phục vụ hành khách mức C của Hiệp hội Vận tải hàng không quốc tế (IATA). Theo quy hoạch lúc đó, sân bay sẽ phục vụ máy bay tầm trung như Airbus A320 - A321 hoặc tương đương.
Năm 2014, tỉnh Thanh Hóa và Tổng công ty Hàng không Việt Nam đã thống nhất phương án xây dựng nhà ga mới. Theo quy hoạch, khu hàng không dân dụng Thọ Xuân có tổng diện tích 45,8 ha và được đầu tư thành 2 giai đoạn. Giai đoạn 1 sẽ thực hiện 13,5 ha để xây dựng nhà ga Cảng hàng không Thọ Xuân mới thay thế nhà ga tạm thời đang sử dụng. Nhà ga được thiết kế với kiến trúc mô phỏng theo hình ảnh cánh chim Lạc trên mặt trống đồng Đông Sơn. Tổng mức đầu tư cho các dự án tại cảng hàng không Thọ Xuân là 600 tỷ đồng.

### Đường băng
Cảng hàng không Thọ Xuân có kích thước đường băng 3.200 x 50 m. Kết cấu bê tông xi măng có chiều dày trung bình 36 cm. Về tĩnh không có thể cất - hạ cánh theo cả hai chiều. Hệ thống đường lăn chính kích thước 3.200 x 25 m.

### Hậu cần hỗ trợ
Sân đỗ máy bay
- Sân đỗ máy bay: Cảng hàng không Thọ Xuân có sân đỗ dành cho dân dụng hiện tại có thể bố trí được 6 vị trí đỗ tàu bay A320/A321 hoặc 1 tàu bay B787, A330.
- Kho tiếp nhiên liệu: Năm 2014, kho nhiên liệu cấp dầu hàng không tại Cảng hàng không Thọ Xuân có diện tích 19.200 m2 được chia làm 2 giai đoạn xây dựng.
- Cuối năm 2014, hệ thống thiết bị hạ cánh chính xác (ILS) được hoàn thiện và đưa vào sử dụng, giúp máy bay có thể bay đêm và hạ cánh trong điều kiện thời tiết xấu.[9][10]

## Giao thông

### Thành phố Thanh Hóa
Cảng hàng không Thọ Xuân nằm cách thành phố Thanh Hóa 45 km về phía tây và di chuyển bằng tuyến đường Quốc lộ 47. Do vậy cuối năm 2012, nhằm nâng cao hạ tầng giao thông khu vực sân bay, tỉnh Thanh Hóa đã quy hoạch xây dựng tuyến đường nối từ sân bay Thọ Xuân đi Quốc lộ 47 với quy mô 4 làn xe cơ giới.
Cuối tháng 11/2013, Sở GTVT đã ký hợp đồng với Công ty CP Thương mại du lịch và dịch vụ hàng không để cung cấp 2 xe ô tô khách miễn phí để chở khách và nhân viên hàng không từ thành phố Thanh Hóa đến Cảng hàng không Thọ Xuân với lịch trình: xe thứ nhất mỗi ngày chạy 2 chuyến đi, 2 chuyến về, xe thứ 2 chạy 1 chuyến đi và 1 chuyến về.
Năm 2014, tỉnh Thanh Hóa đã tiến hành đầu tư xây dựng 18 điểm dừng, đón, trả khách và nhân viên hàng không trên tuyến từ thành phố Thanh Hóa đến Cảng hàng không Thọ Xuân và trong phạm vi Cảng. Các điểm này sẽ đi qua các huyện: Thọ Xuân, Triệu Sơn và thành phố Thanh Hóa với điểm đầu từ phòng vé Jetstar Pacific Airlines (khu vực nhà khách 25B) và điểm cuối tại Cảng hàng không Thọ Xuân.

### Khu kinh tế Nghi Sơn
Tỉnh Thanh Hóa đã lập kế hoạch để xây dựng tuyến đường nối cảng hàng không Thọ Xuân với khu kinh tế Nghi Sơn vào năm 2014. Theo đó sẽ có 2 tiểu dự án được triển khai. Tiểu dự án 1 có tổng chiều dài tuyến 65,915 km, thiết kế với tiêu chuẩn đường cấp 3 đồng bằng. Tiểu dự án 2 có tổng chiều dài tuyến 82,937 km (trong đó, tuyến chính dài 72,867 km, tuyến nhánh dài 10,07 km), thiết kế với tiêu chuẩn đường cấp 3 đồng bằng .

## Định hướng phát triển
Theo Quy hoạch của Bộ Giao thông và Vận tải Việt Nam tại Quyết định 116/QĐ-BGTVT, công bố ngày 18 tháng 1 năm 2013, sân bay này sẽ là sân bay cấp 4E theo mã chuẩn của Tổ chức Hàng không Dân dụng Quốc tế (ICAO) và sân bay quân sự cấp I, được sử dụng chung quân sự và dân dụng. Đường băng sẽ sử dụng đường băng hiện hữu, đảm bảo khai thác các loại máy bay A320/321 và tương đương hoặc các loại máy bay lớn như B777/B747 hạn chế tải trọng; đảm bảo khai thác các máy bay quân sự với sân bay quân sự cấp I.
Đối với hệ thống sân đỗ máy bay, giai đoạn đến năm 2020 sẽ cải tạo, nâng cấp sân đỗ hiện có đáp ứng 4 vị trí đỗ máy bay cho loại tàu bay code C, D hoặc 3 vị trí đỗ tàu bay code E hoặc tương đương; giai đoạn định hướng đến năm 2030, sẽ mở rộng sân đỗ máy bay đáp ứng 7 vị trí đỗ máy bay code C, D hoặc 5 vị trí đỗ tàu bay code E. Quy mô thiết kế và khai thác nhà ga nhằm phục vụ các chuyến bay nội địa, năm tính toán 2020, dạng 1,5 cao trình. Tiêu chuẩn tính toán mức C theo phân mức tiêu chuẩn phục vụ hành khách của IATA, với tổng diện tích mặt sàn là 5.000 m2. Công suất tính toán 600.000 hành khách/năm (công suất khai thác thực tế có thể lên đến 1 triệu hành khách/năm) và 4.500 tấn hàng hóa/năm. Phương án mở rộng khi công suất tăng cao (dự kiến sau năm 2030) sẽ mở rộng nhà ga đạt diện tích 7.500 m2, nâng công suất tính toán lên 1 triệu hành khách/năm (công suất khai thác thực tế 2 triệu hành khách/năm)..
Theo tờ trình của Cục Hàng không Việt Nam, Cảng hàng không Thọ Xuân được quy hoạch là cảng hàng không quốc tế, sân bay cấp 4E (theo mã tiêu chuẩn của Tổ chức Hàng không dân dụng quốc tế - ICAO) có thể khai thác các tàu bay B787-9, A350-900 và tương đương trở xuống. Cảng hàng không quốc tế Thọ Xuân có công suất 5 triệu khách/năm và 27.000 tấn hàng hóa/năm.
Giai đoạn định hướng đến năm 2050 sẽ nghiên cứu và xây dựng đồng bộ khu hàng không dân dụng mới chỉ khi có nhu cầu tại khu vực phía đông bắc của Cảng hàng không quốc tế Thọ Xuân. Tổng công suất đạt khoảng 20 triệu khách/năm.
Khu vực phía Nam sẽ được tiếp tục sử dụng và các công trình cung cấp dịch vụ sẽ được tính toán để chuyển dần sang khu vực phía Bắc khi cần phải tăng công suất để đảm bảo phù hợp với nhu cầu phát triển của cảng.

## Tuyến bay và các hãng hàng không

### Lịch sử đường bay

#### Vietnam Airlines
- Ngày 5/2/2013 chuyến bay đầu tiên Thành phố Hồ Chí Minh và Thanh Hóa đã hạ cánh xuống Cảng Hàng không Thọ Xuân bằng loại máy bay Airbus A321. Tần suất 5 chuyến/tuần.[cần dẫn nguồn]
- Ngày 1/7/2013 tăng tần suất chuyến bay giữa Thành phố Hồ Chí Minh và Thanh Hóa lên 7 chuyến/tuần.[cần dẫn nguồn]
- Ngày 18/11/2013 tăng tần suất chuyến bay giữa Thành phố Hồ Chí Minh và Thanh Hóa lên 11 chuyến/tuần.[cần dẫn nguồn]
- Tháng 9/2014 tăng tần suất chuyến bay giữa Thành phố Hồ Chí Minh và Thanh Hóa lên 14 chuyến/tuần [14].
- Hiện tại chặng bay THD <=> SGN từ 2 đến 5 chuyến/ngày.
- Ngày 27/5/2020 chặng bay giữa Thành phố Hồ Chí Minh và Buôn Ma Thuột khai thác 3 chuyến/tuần (thứ 4,6,chủ nhật)
- Ngày 24/4/2021 khai thác đường bay giữa Thanh Hóa và Phú Quốc với tần suất 3 chuyến/tuần (thứ 3,5,7)

#### Pacific Airlines
- Ngày 5/9/2014 bắt đầu khai thác chuyến bay giữa Thành phố Hồ Chí Minh và Thanh Hóa tần suất 7 chuyến/tuần [15].
- Từ 17/1/2015 tăng tần suất Thanh Hóa - Tp Hồ Chí Minh lên 2 chuyến mỗi ngày.
- Ngày 1/2/2015 bắt đầu chuyến bay với Buôn Mê Thuột với tần suất 2 chuyến mỗi tuần.(Hiện tại đã ngừng bay)
- Ngày 25/5/2019 bắt đầu khai thác chuyến bay giữa Đà Nẵng và Thanh Hóa tần suất 4 chuyến/tuần.

#### Vietjet Air
- Ngày 25/11/2014 bắt đầu khai thác chuyến bay giữa Thành phố Hồ Chi Minh và Thanh Hóa với tần suất 7 chuyến/tuần.
- Ngày 1/1/2016 bắt đầu khai thác chuyến bay giữa Thành phố Hồ Chí Minh và Thanh Hóa với tần suất 21-28 chuyến/tuần.
- Ngày 1/7/2016 khai trương đường bay giữa Cam Ranh và Thanh Hóa với tần suất 4 chuyến/tuần.
- Kể từ ngày 1/1/2019 tăng tần suất đường bay Cam Ranh và Thanh Hoá lên 9 chuyến/tuần và mở đường bay Thanh Hoá và Buôn Mê Thuột với tần suất 3 chuyến/tuần
- Kể từ ngày 1/5/2019 khai trương đường bay giữa Cần Thơ và Thanh Hoá với tần suất là 3 chuyến/tuần.
- Ngày 2/4/2021 khai thác đường bay Thanh Hóa - Phú Quốc.

#### Bamboo Airways
- 12h ngày 12/1/2019 Bắt đầu bán vé các chặng bay và trong đó có chặng bay với sân bay quốc tế Tân Sơn Nhất
- Bay vào ngày 29/1/2019 với tần suất 1 chuyến mỗi ngày
- Ngày 18/1/2020, Bamboo Airways đã tổ chức lễ đón máy bay thân rộng Boeing 787-9 Dreamliner chặng Thành phố Hồ Chí Minh - Thanh Hóa, đánh dấu chuyến bay đầu tiên được khai thác bằng máy bay thân rộng đến Cảng hàng không Thọ Xuân.
- Ngày 1/7/2020, khai thác đường bay giữa Thanh Hóa - Phú Quốc và Thanh Hóa - Quy Nhơn.

### Tuyến bay
| Hãng hàng không  | Các điểm đến                             |
| ---------------- | ---------------------------------------- |
| Bamboo Airways   | Thành phố Hồ Chí Minh                    |
| Pacific Airlines | Thành phố Hồ Chí Minh                    |
| VietJet Air      | Cần Thơ, Thành phố Hồ Chí Minh, Phú Quốc |
| Vietnam Airlines | Thành phố Hồ Chí Minh                    |

## Thống kê
Số lượng hành khách phục vụ từ năm 2013 – 2019:
| Năm  | Số chuyến cất và hạ cánh | Hành khách | Hàng hóa (Tấn) |
| ---- | ------------------------ | ---------- | -------------- |
| 2013 | 602                      | 90.455     | 684            |
| 2014 | 1.064                    | 154.295    | 285            |
| 2015 | 3.588                    | 570.763    | 1.083          |
| 2016 | 5.363                    | 824.289    | 2.158          |
| 2017 | 5.123                    | 866.252    | 5.816          |
| 2018 | 5.518                    | 939.312    | 6.744          |
| 2019 |                          | 1.053.863  | 5.741          |